# Tour de Corse 2017
Le Tour de Corse 2017 est le 4e rallye du Championnat du monde des rallyes 2017 et la 60e édition de l’épreuve. Il se déroule sur 10 épreuves spéciales. Les belges Thierry Neuville et Nicolas Gilsoul, au volant d'une Hyundai i20 Coupe WRC, s'adjugent le rallye avec plus de 50 secondes d'avance sur le deuxième équipage.

## Participants
| Engagés notables | Engagés notables            | Engagés notables | Engagés notables    | Engagés notables     | Engagés notables      | Engagés notables |
| no               | Engagé                      | Classe           | Pilote              | Copilote             | Voiture               | Pneus            |
| ---------------- | --------------------------- | ---------------- | ------------------- | -------------------- | --------------------- | ---------------- |
| 1                | M-Sport World Rally Team    | WRC              | Sébastien Ogier     | Julien Ingrassia     | Ford Fiesta WRC       | M                |
| 2                | M-Sport World Rally Team    | WRC              | Ott Tänak           | Martin Järveoja      | Ford Fiesta WRC       | M                |
| 3                | M-Sport World Rally Team    | WRC              | Elfyn Evans         | Daniel Barritt       | Ford Fiesta WRC       | D                |
| 4                | Hyundai Motorsport          | WRC              | Hayden Paddon       |                      | Hyundai i20 Coupe WRC | M                |
| 5                | Hyundai Motorsport          | WRC              | Thierry Neuville    | Nicolas Gilsoul      | Hyundai i20 Coupe WRC | M                |
| 6                | Hyundai Motorsport          | WRC              | Dani Sordo          | Marc Martí           | Hyundai i20 Coupe WRC | M                |
| 7                | Citroën Total Abu Dhabi WRT | WRC              | Kris Meeke          | Paul Nagle           | Citroën C3 WRC        | M                |
| 8                | Citroën Total Abu Dhabi WRT | WRC              | Craig Breen         | Scott Martin         | Citroën C3 WRC        | M                |
| 9                | Citroën Total Abu Dhabi WRT | WRC              | Stéphane Lefebvre   | Gabin Moreau         | Citroën C3 WRC        | M                |
| 10               | Toyota Gazoo Racing WRT     | WRC              | Jari-Matti Latvala  | Miikka Anttila       | Toyota Yaris WRC      | M                |
| 11               | Toyota Gazoo Racing WRT     | WRC              | Juho Hänninen       | Kaj Lindström        | Toyota Yaris WRC      | M                |
| 31               | M-Sport World Rally Team    | WRC-2            | Éric Camilli        | Benjamin Veillas     | Ford Fiesta R5        | M                |
| 32               | Škoda Motorsport            | WRC-2            | Andreas Mikkelsen   | Anders Jæger         | Škoda Fabia R5 (en)   | M                |
| 33               | Škoda Motorsport            | WRC-2            | Jan Kopecký         | Pavel Dresler        | Škoda Fabia R5 (en)   | M                |
| 34               | M-Sport World Rally Team    | WRC-2            | Teemu Suninen       | Mikko Markkula       | Ford Fiesta R5        | M                |
| 35               | Emil Bergkvist              | WRC-2            | Emil Bergkvist      | Joakim Sjöberg       | Citroën DS3 R5        | M                |
| 36               | Gemini Clinic Rally Team    | WRC-2            | Bryan Bouffier      | Denis Giraudet       | Ford Fiesta R5        | M                |
| 38               | Printsport Oy               | WRC-2            | Ole Christian Veiby | Stig Rune Skjærmoen  | Škoda Fabia R5 (en)   | M                |
| 39               | Yoann Bonato                | WRC-2            | Yoann Bonato        | Benjamin Boulloud    | Citroën DS3 R5        | M                |
| 40               | Pierre-Louis Loubet         | WRC-2            | Pierre-Louis Loubet | Vincent Landais      | Ford Fiesta R5        | M                |
| 41               | Gekon racing                | WRC-2            | Simone Tempestini   | Giovanni Bernacchini | Citroën DS3 R5        | M                |
| 43               | Styllex - Lracing           | WRC-2            | Martin Koči         | Lukáš Kostka         | Škoda Fabia R5 (en)   | M                |
| 44               | Yohan Rossel                | WRC-2            | Yohan Rossel        | Benoît Fulcrand      | Citroën DS3 R5        | M                |
| 45               | Laurent Pellier             | WRC-2            | Laurent Pellier     | Benoît Neyret-Gigot  | Citroën DS3 R5        | M                |
| 42               | TRT Peugeot WRT             | WRC-2            | Łukasz Pieniążek    | Przemysław Mazur     | Peugeot 208 T16       | M                |
| Source:          |                             |                  |                     |                      |                       |                  |

| Clé   | Clé                                                                       |
| Icône | Classe                                                                    |
| ----- | ------------------------------------------------------------------------- |
| WRC   | Engagés WRC éligibles pour marquer des points au classement constructeurs |
| WRC-2 | Enregistrés pour marquer des points dans le championnat WRC-2             |

## Déroulement de l’épreuve
Le rallye a été dominé durant la première journée par Kris Meeke, mais il abandonne le lendemain sur problème moteur, laissant le commandement à Thierry Neuville qui le conserve jusqu'à l’arrivée,

## Résultats

### Classement final
| Pos.               | no                 | Pilote             | Copilote               | Équipe                      | Voiture               | Classe             | Temps              | Différence         | Points             |
| Classement général | Classement général | Classement général | Classement général     | Classement général          | Classement général    | Classement général | Classement général | Classement général | Classement général |
| ------------------ | ------------------ | ------------------ | ---------------------- | --------------------------- | --------------------- | ------------------ | ------------------ | ------------------ | ------------------ |
| 1                  | 5                  | Thierry Neuville   | Nicolas Gilsoul        | Hyundai Motorsport          | Hyundai i20 Coupe WRC | WRC                | 3 h 22 min 53 s 4  | 0 s 0              | 26                 |
| 2                  | 1                  | Sébastien Ogier    | Julien Ingrassia       | M-Sport World Rally Team    | Ford Fiesta WRC       | WRC                | 3 h 23 min 48 s 1  | +54 s 7            | 22                 |
| 3                  | 6                  | Dani Sordo         | Marc Martí             | Hyundai Motorsport          | Hyundai i20 Coupe WRC | WRC                | 3 h 23 min 49 s 4  | +56 s 0            | 17                 |
| 4                  | 10                 | Jari-Matti Latvala | Miikka Anttila         | Toyota Gazoo Racing WRT     | Toyota Yaris WRC      | WRC                | 3 h 24 min 03 s 0  | +1 min 09 s 6      | 17                 |
| 5                  | 8                  | Craig Breen        | Scott Martin           | Citroën Total Abu Dhabi WRT | Citroën C3 WRC        | WRC                | 3 h 24 min 03 s 1  | +1 min 09 s 7      | 13                 |
| 6                  | 4                  | Hayden Paddon      | John Kennard           | Hyundai Motorsport          | Hyundai i20 Coupe WRC | WRC                | 3 h 25 min 09 s 7  | +2 min 16 s 3      | 8                  |
| 7                  | 32                 | Andreas Mikkelsen  | Anders Jæger           | Škoda Motorsport            | Škoda Fabia R5 (en)   | WRC-2              | 3 h 31 min 04 s 1  | +8 min 10 s 7      | 6                  |
| 8                  | 34                 | Teemu Suninen      | Mikko Markkula         | M-Sport World Rally Team    | Ford Fiesta R5        | WRC-2              | 3 h 32 min 10 s 4  | +9 min 17 s 0      | 4                  |
| 9                  | 84                 | Stéphane Sarrazin  | Jacques-Julien Renucci | Stéphane Sarrazin           | Škoda Fabia R5 (en)   |                    | 3 h 32 min 17 s 0  | +9 min 23 s 6      | 2                  |
| 10                 | 44                 | Yohan Rossel       | Benoît Fulcrand        | Yohan Rossel                | Citroën DS3 R5        | WRC-2              | 3 h 35 min 50 s 5  | +12 min 57 s 1     | 1                  |

### Spéciales chronométrées

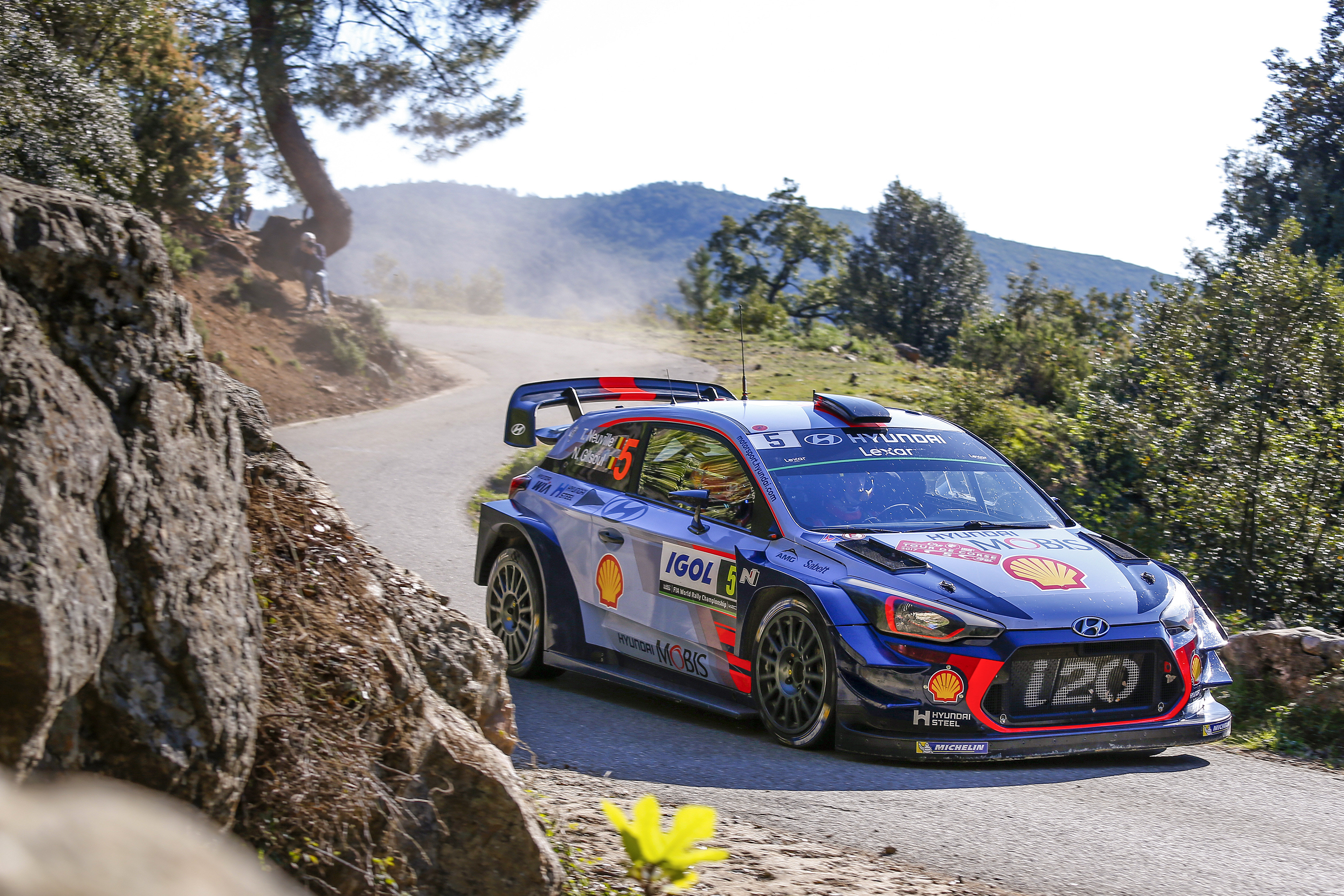
Thierry Neuville, ici durant la dernière journée du rallye, a fait main basse sur quatre des dix spéciales.

| Étape   | Spéciale | Nom                                       | Longueur | Vainqueur          | Voiture               | Temps         | Meneur du rallye |
| ------- | -------- | ----------------------------------------- | -------- | ------------------ | --------------------- | ------------- | ---------------- |
| Étape 1 | SS1      | Pietrosella – Albitreccia 1               | 31,20 km | Kris Meeke         | Citroën C3 WRC        | 19 min 56 s 5 | Kris Meeke       |
| Étape 1 | SS2      | Plage du Liamone – Sarrola Carcopino 1    | 29,12 km | Kris Meeke         | Citroën C3 WRC        | 18 min 22 s 3 | Kris Meeke       |
| Étape 1 | SS3      | Pietrosella – Albitreccia 2               | 31,20 km | Sébastien Ogier    | Ford Fiesta WRC       | 19 min 52 s 1 | Kris Meeke       |
| Étape 1 | SS4      | Plage du Liamone – Sarrola Carcopino 2    | 29,12 km | Kris Meeke         | Citroën C3 WRC        | 18 min 20 s 4 | Kris Meeke       |
| Étape 2 | SS5      | La Porta – Valle di Rostino 1             | 48,71 km | Thierry Neuville   | Hyundai i20 Coupe WRC | 32 min 19 s 6 | Kris Meeke       |
| Étape 2 | SS6      | Novella 1                                 | 17,27 km | Thierry Neuville   | Hyundai i20 Coupe WRC | 11 min 13 s 1 | Kris Meeke       |
| Étape 2 | SS7      | La Porta – Valle di Rostino 2             | 48,71 km | Sébastien Ogier    | Ford Fiesta WRC       | 32 min 15 s 9 | Thierry Neuville |
| Étape 2 | SS8      | Novella 2                                 | 17,27 km | Thierry Neuville   | Hyundai i20 Coupe WRC | 11 min 17 s 7 | Thierry Neuville |
| Étape 3 | SS9      | Antisanti – Poggio di Nazza               | 53,78 km | Thierry Neuville   | Hyundai i20 Coupe WRC | 32 min 34 s 6 | Thierry Neuville |
| Étape 3 | SS10     | Porto Vecchio – Palombaggia (Power Stage) | 10,42 km | Jari-Matti Latvala | Toyota Yaris WRC      | 6 min 02 s 2  | Thierry Neuville |

### Super spéciale
La super spéciale est une spéciale de 10,42 km courue à la fin du rallye.
| Pos. | Pilote             | Copilote         | Équipe                | Temps        | Différence | Points |
| ---- | ------------------ | ---------------- | --------------------- | ------------ | ---------- | ------ |
| 1    | Jari-Matti Latvala | Miikka Anttila   | Toyota Yaris WRC      | 6 min 02 s 2 |            | 5      |
| 2    | Sébastien Ogier    | Julien Ingrassia | Ford Fiesta WRC       | 6 min 03 s 0 | +0 s 8     | 4      |
| 3    | Craig Breen        | Scott Martin     | Citroën C3 WRC        | 6 min 04 s 3 | +2 s 1     | 3      |
| 4    | Dani Sordo         | Marc Martí       | Hyundai i20 Coupe WRC | 6 min 06 s 8 | +4 s 6     | 2      |
| 5    | Thierry Neuville   | Nicolas Gilsoul  | Hyundai i20 Coupe WRC | 6 min 08 s 6 | +6 s 4     | 1      |

## Classements au championnat après l'épreuve
|   | Pos. | Pilote             | Points |
| - | ---- | ------------------ | ------ |
|   | 1    | Sébastien Ogier    | 88     |
|   | 2    | Jari-Matti Latvala | 75     |
| 2 | 3    | Thierry Neuville   | 54     |
| 1 | 4    | Ott Tänak          | 48     |
| 1 | 5    | Dani Sordo         | 47     |

|   | Pos. | Constructeur                | Points |
| - | ---- | --------------------------- | ------ |
|   | 1    | M-Sport World Rally Team    | 129    |
| 1 | 2    | Hyundai Motorsport          | 105    |
| 1 | 3    | Toyota Gazoo Racing WRT     | 79     |
|   | 4    | Citroën Total Abu Dhabi WRT | 71     |